# Emporis Skyscraper Award
Der Emporis Skyscraper Award (deutsch: Emporis Wolkenkratzerpreis) war ein Architekturpreis, der jährlich von dem Hamburger Gebäudedaten-Anbieter Emporis verliehen wurde.
Der Preis wurde an das hinsichtlich Design und Funktionalität beste neue Hochhaus vergeben. Nominiert wurden nur Gebäude, die 100 Meter oder höher sind und im vorigen Kalenderjahr fertiggestellt wurden. Der Preis wurde für die Jahre 2000 bis 2021 verliehen.

## Preisträger
| Jahr | Gold                                                 | Silber                                                                   | Bronze                                                 |
| ---- | ---------------------------------------------------- | ------------------------------------------------------------------------ | ------------------------------------------------------ |
| 2000 | Sofitel New York Hotel, New York City, USA           | Nicht vergeben                                                           | Nicht vergeben                                         |
| 2001 | One Wall Centre, Vancouver, Kanada                   | Millennium Point, New York, USA                                          | Plaza 66, Shanghai, China                              |
| 2002 | Kingdom Centre, Riyadh, Saudi-Arabien                | Post Tower, Bonn, Deutschland                                            | 111 Huntington Avenue, Boston, USA                     |
| 2003 | 30 St Mary Axe, London, Vereinigtes Königreich       | Highcliff, Hongkong, China                                               | Skybridge, Chicago, USA                                |
| 2004 | Taipei 101, Taipeh, Taiwan                           | Torre Agbar, Barcelona, Spanien                                          | World Tower, Sydney, Australien                        |
| 2005 | Turning Torso, Malmö, Schweden                       | Q1, Gold Coast, Australien                                               | Montevideo Tower, Rotterdam, Niederlande               |
| 2006 | Hearst Tower, New York, USA                          | The Wave, Gold Coast, Australien                                         | Eureka Tower, Melbourne, Australien                    |
| 2007 | Het Strijkijzer, Den Haag, Niederlande               | Newton Suites, Singapur                                                  | Ontario Tower, London, Vereinigtes Königreich          |
| 2008 | Mode Gakuen Cocoon Tower, Tokio, Japan               | Boutique Monaco, Seoul, Südkorea                                         | Shanghai World Financial Center, Shanghai, China       |
| 2009 | Aqua, Chicago, USA                                   | O-14, Dubai, Vereinigte Arabische Emirate                                | The MET, Bangkok, Thailand                             |
| 2010 | Hotel Porta Fira, L’Hospitalet de Llobregat, Spanien | Burj Khalifa, Dubai, Vereinigte Arabische Emirate                        | Tour CMA CGM, Marseille, Frankreich                    |
| 2011 | 8 Spruce Street, New York, USA                       | Al Hamra Tower, Kuwait-Stadt, Kuwait                                     | Etihad Towers, Abu Dhabi, Vereinigte Arabische Emirate |
| 2012 | Absolute World 1 & 2, Mississauga, Kanada            | Al Bahr Towers, Abu Dhabi, Vereinigte Arabische Emirate                  | Burj Qatar, Doha, Katar                                |
| 2013 | The Shard, London, Vereinigtes Königreich            | DC Tower 1, Wien, Österreich                                             | Sheraton Huzhou Hot Spring Resort, Huzhou, China       |
| 2014 | Wangjing SOHO, Peking, China                         | Bosco Verticale, Mailand, Italien (im Bild die beiden mittleren Gebäude) | Tour D2, Courbevoie, Frankreich                        |
| 2015 | Shanghai Tower, Shanghai, China                      | Evolution Tower, Moskau, Russland                                        | Torre Allianz (auch Il Dritto), Mailand, Italien       |
| 2016 | VIA 57 West, New York City, Vereinigte Staaten       | Torre Reforma, Mexiko-Stadt, Mexiko                                      | Oasia Hotel Downtown, Singapur                         |
| 2017 | Lotte World Tower, Seoul, Südkorea                   | Torre Generali, Mailand, Italien                                         | 150 North Riverside, Chicago, Vereinigte Staaten       |
| 2018 | MGM Cotai, Macau, China                              | La Marseillaise, Marseille, Frankreich                                   | The Scalpel, London, Vereinigtes Königreich            |
| 2019 | Lachta-Zentrum, Sankt Petersburg, Russland           | Leeza SOHO, Peking, China                                                | 35 Hudson Yards, New York City, Vereinigte Staaten     |
| 2020 | Crown Sydney, Sydney, Australien                     | Telus Sky, Calgary, Vereinigte Staaten                                   | One Vanderbilt, New York City, Vereinigte Staaten      |
| 2021 | Valley Amsterdam, Amsterdam, Niederlande             | 111 West 57th Street, New York City, Vereinigte Staaten                  | NV Tower, Sofia, Bulgarien                             |